# Казе Боша (Трапани)
Казе Боша је насеље у Италији у округу Трапани, региону Сицилија.
Према процени из 2011. у насељу је живело 3 становника. Насеље се налази на надморској висини од 122 м.